# Marsal (Moselle)
Marsal település Franciaországban, Moselle megyében. Lakosainak száma 234 fő (2022. január 1.). Marsal Blanche-Église, Haraucourt-sur-Seille, Juvelize, Lezey, Moyenvic, Mulcey és Saint-Médard községekkel határos.

## Népesség
A település népességének változása:
| Lakosok száma | 301  | 280  | 284  | 286  | 259  | 273  | 282  | 257  | 245  | 234  |
|               | 1968 | 1982 | 1990 | 2006 | 2013 | 2015 | 2017 | 2019 | 2020 | 2022 |